# Глад
Глад је осећај у организму изазван недостатком хране и праћен је осећајем нелагодности, грчевима, мучнином, малаксалошћу и психичком слабошћу. Глад је честа појава у неразвијеним земљама света у којима је због ратова, временских неприлика и заосталог начина обраде земљишта становништво изложено гладовању (лишавању хране потребне за одржавање виталности организма и надокнаду потрошене енергије). Данас је то један од највећих проблема савременог света. Почео се системски истраживати и делимично решавати успостављањем Уједињених нација и њихове специјализоване организације за пољопривреду и исхрану (ФАО) у Риму 1945. године. Према подацима Организације Уједињених нација за храну из августа 2011. године преко милијарду људи у свету гладује, што значи да је сваки шести човек на Земљи гладан.
У политици, хуманитарној помоћи и друштвеним наукама, глад се дефинише као стање у којем особа нема физичку или финансијску способност да једе довољно хране да задовољи основне нутритивне потребе током дуготрајног периода. У области ублажавања глади, израз глад се користи у смислу који превазилази уобичајену жељу за храном коју сви људи доживљавају. Најекстремнији облик глади, када је неухрањеност широко распрострањена, и када људи почну да умиру од глади због недостатка приступа довољној, хранљивој храни, доводи до проглашења масовне глади.
Током историје, делови светске популације често су патили од трајних периода глади. У многим случајевима, глад је била резултат поремећаја у снабдевању храном изазваних ратом, кугом или лошим временом. У деценијама након Другог светског рата, технолошки напредак и појачана политичка сарадња сугерисали су да би могло бити могуће значајно смањити број људи који пате од глади. Иако је напредак био неуједначен, до 2014. године опасност од екстремне глади се повукла за велики део светске популације. Према FAO-овом извештају о стању прехрамбене сигурности и исхране у свету (SOFI) за 2021. годину, број људи који пате од хроничне глади почео је постепено да расте између 2014. и 2019. године. У 2020. дошло је до значајног повећања, што је резултирало са 768 милиона људи који пате од неухрањености.

## Дефиниција и сродни појмови
Постоји један глобално признат приступ за дефинисање и мерење глади који генерално користе они који студирају или раде на ублажавању глади као друштвеног проблема. Ово је FAO мера Уједињених нација, која се обично назива хронична потхрањеност (или у старијим публикацијама, као 'недостатак хране', 'хронична глад' или једноставно 'глад'.) За FAO:
- Глад или хронична потхрањеност постоји када је „калорични унос испод минималне енергетске потребе у исхрани (MDER). MDER је количина енергије потребна за обављање лаке активности и одржавање минималне прихватљиве тежине за достигнуту висину.“[4]  користи различите -{MDER} прагове за различите земље, због варијација у климатским и културним факторима. Обично се користи годишњи приступ „биланса стања“, са минималним енергетским захтевима у исхрани који се збрајају са процењеним укупним калоријама унесеним током године. FAO дефиниције разликују глад од неухрањености и прехрамбене несигурности.[5][6][7]
- Неухрањеност је резултат „недостатака, приступа или неравнотеже у потрошњи макро- и/или микро-нутријената“. Према дефиницији , сви гладни људи пате од неухрањености, али људи који су потхрањени нису стално гладни. Они могу добити довољно сирових калорија да избегну глад, али им недостају есенцијални микронутријенти, или чак могу да конзумирају вишак сирових калорија и стога пате од гојазности.[7][6][5]
- Прехрамбена несигурност се јавља када су људи у опасности или су забринути због тога што нису у могућности да испуне своје преференције за храну, укључујући оне у погледу сирових калорија и нутритивне вредности. У  дефиницији, сви гладни људи су изложени несигурни у погледу хране, али нису сви они гладни (иако постоји веома велико преклапање између глади и озбиљне несигурности хране). FAO је известио да несигурност хране често доводи до истовременог успоравања раста код деце и гојазности код одраслих. За актере који се баве ублажавањем глади, који раде на глобалном или регионалном нивоу, све чешће коришћена метрика за несигурност хране је IPC скала.[7][6][5]
- Акутна глад се обично користи за означавање оскудице као глади, иако овој фрази недостаје широко прихваћена формална дефиниција. У контексту ублажавања глади, људи који доживљавају 'акутну глад' такође могу патити од 'хроничне глади'. За разлику од начина на који се реч 'акутна' често користи негде другде, овде се та реч углавном користи да означи озбиљност, а не недостатак дуготрајног трајања.[7][8][5]

Не користе све организације у области ублажавања глади  дефиницију глади. Неки користе ширу дефиницију која се потпуније преклапа са неухрањеношћу. Алтернативне дефиниције ипак имају тенденцију да иду даље од уобичајеног значења глади као болног или непријатног мотивационог стања; жеља за храном је нешто што сви људи често доживљавају, чак и најимућнији, и сама по себи није друштвени проблем.
Веома ниска понуда хране може се описати као „прехрамбена несигурност са глађу“. Промена описа извршена је 2006. године на препоруку Комитета за националну статистику (Национални истраживачки савет САД, 2006) како би се разликовало физиолошко стање глади од показатеља доступности хране. Прехрамбена несигурност се јавља када је унос хране за једног или више чланова домаћинства смањен и њихов начин исхране је поремећен повремено током године, јер домаћинству недостају новац и други ресурси за храну. Статистика прехрамбене сигурности се мери коришћењем података анкете, заснованих на одговорима домаћинстава на ставке о томе да ли је домаћинство било у могућности да добије довољно хране да задовољи своје потребе.